# Conomurex
Conomurex is een geslacht van weekdieren uit de klasse van de Gastropoda (slakken).

## Soorten
- Conomurex coniformis (Sowerby II, 1842)
- Conomurex decorus (Röding, 1798)
- Conomurex fasciatus (Born, 1778)
- Conomurex luhuanus (Linnaeus, 1758)
- Conomurex persicus (Swainson, 1821)